# Corrales y Molezún
Corrales y Molezún fue un estudio de arquitectura fundado en 1952 por los arquitectos españoles José Antonio Corrales (1921-2010 ) y Ramón Vázquez Molezún (1922-1993). Activo durante cuatro décadas constituye uno de los estudios de referencia en la arquitectura española de la posguerra.

## Formación
José Antonio Corrales nació en Madrid el 3 de noviembre de 1921. Se graduó en la Escuela Técnica Superior de Arquitectura de Madrid en 1948, en un momento de gran escasez de profesionales y oportunidades laborales. Recibe, casi inmediatamente, el Premio Nacional de Arquitectura, que ese mismo año se convocó con el tema: una Ermita de montaña con hospedería en La Mancha.
Es en este momento en el que decide dedicar su vida profesional a los concursos como él mismo escribió en la carta de agradecimiento publicada en el libro escrito en su honor, al ser galardonado en 2001 con el Premio Nacional de Arquitectura de nuevo. Pese a esto, comenzó colaborando en el estudio de su tío Luis Gutiérrez Soto, que gozaba de una buena posición profesional, siendo este uno de los mejores arquitectos de Madrid del momento, aunque pronto decidió, con gran seguridad, empezar a trabajar por su cuenta. Así pues, en 1952, se asoció profesionalmente con su compañero de promoción Ramón Vázquez Molezún.
Ramón Vázquez Molezún nació en La Coruña en 1922. Tras desarrollar sus estudios arquitectónicos, en el año 1948, consiguió el título de arquitecto en la Escuela Técnica Superior de Arquitectura de Madrid, siendo compañero de promoción de Corrales. Un año después, consiguió la beca de pensionado en la Academia de España en Roma entre los años 1949 y 1952, conseguida gracias a la obra presentada para un concurso cuyo tema era: Proyecto para un faro votivo a la traslación por mar de los restos del Apóstol Santiago, erigido en la Costa Brava. Además, en el transcurso de su etapa en Roma actuó como corresponsal de la Revista Nacional de Arquitectura. Su estancia en la capital italiana también dejó obras como los dibujos para la Capilla Raimondi, situada en el convento de San Pietro in Montorio o su proyecto de Teatro al aire libre en homenaje a Gaudí en 1950, obra reconocida y premiada en el I Bienal Hispanoamericana. Molezún acometió el proyecto de Museo de Arte Moderno (Roma, 1951), que fue Premio Nacional de Arquitectura en 1954, y que hizo avanzar la idea de la creación de museos. Tras volver de Italia, Molezún irrumpió en el panorama nacional ya como un arquitecto con personalidad cada vez más firme. A su regreso, comenzó su colaboración con José Antonio Corrales, hasta su muerte en 1993.

‘’La colaboración mía con Ramón Vázquez Molezún es un caso muy particular de colaboración entre arquitectos, en el sentido de que éramos dos personas que hicimos el mismo curso de arquitectura y al salir empezamos a trabajar juntos sin ninguna ley de colaboración, con unos caracteres muy distintos, en dos estudios separados, con horarios distintos y también con obras personales, suyas y mías. No había regla de colaboración, en cada obra se establecía la colaboración o no se establecía. A pesar de eso, el resultado es una obra que se conoce como de los dos. Pues realmente estábamos unidos, sobre todo en el tablero‘’.[J.A. Corrales].

## Obra

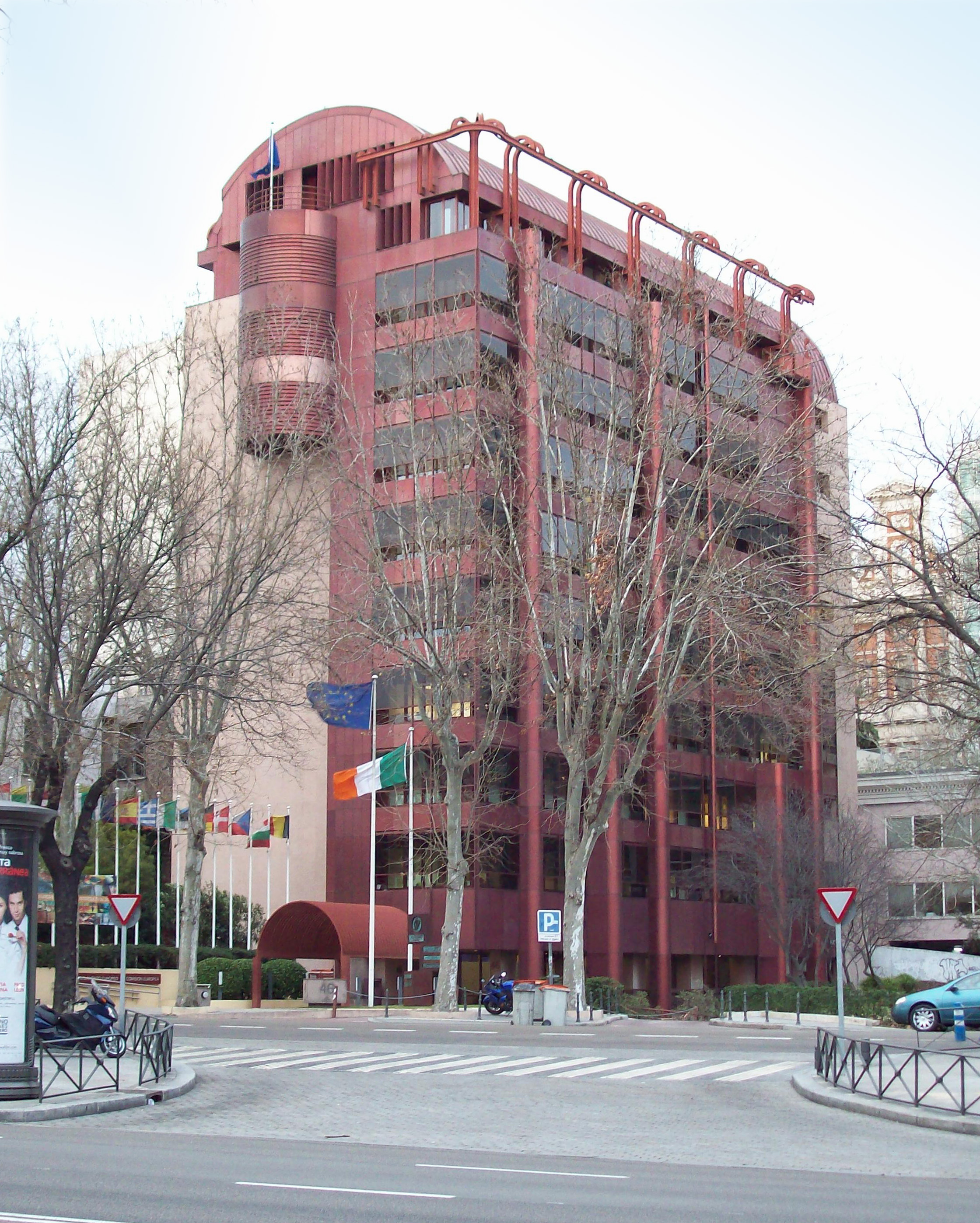
Edificio Bankunion, sede de la Embajada de Irlanda en Madrid y oficinas del Parlamento Europeo.

Corrales y Molézun irrumpen en la arquitectura española de una forma revolucionaria. Hasta el momento imperaba una arquitectura racionalista con rectitud de trazados, sobriedad y rigor, suponiendo la aportación de estos jóvenes arquitectos nuevos planteamientos formales y cromáticos. Una arquitectura muy creativa con un discreto toque de vanguardismo. Su obra fue, cuanto menos, polémica, y es que en muchas ocasiones no fueron entendidos por sus clientes debido a su alejamiento de modelos establecidos. Sin embargo, se mantuvieron firmes a sus convicciones, siendo, posiblemente esto, la clave de su éxito. Fueron arriesgados, innovadores y escandalosos debido a la revolución que provocaron en la arquitectura del momento. Su arquitectura era moderna y personal, llena de vitalidad y optimismo, buscando en todo momento el sincretismo entre la adecuación de técnica, materiales, etc, y el lado inventivo y novedoso.
Corrales, por un lado, era la técnica, el control, el dominio y la perfección, mientras que Molézun buscaba la vanguardia, la emoción y el lirismo. Así pues, consiguieron aunar en una persona dos caracteres muy distintos, consiguiendo la estabilidad total del estudio.
Todo esto se puede ver claramente en todas y cada una de sus obras, buscando siempre lo plástico, la abstracción, la geometría y por supuesto la lírica. Su arquitectura es un punto de ruptura, con una base muy imaginativa y suponiendo una imagen clara del proceso histórico del momento.

‘’Nosotros éramos heterodoxos, se hablaba de las dos tendencias: la influencia de los nórdicos en Fisac y el grupo de seguidores de Mies; Oiza, Romany… Wright tenía bastante influencia en Ramón, le impresionó mucho la gran exposición en Italia. Ramón siempre hablaba de ello… Yo nunca he querido ser erudito, me reía de ellos‘’. [J.A. Corrales]

Es de destacar, sin duda, su respeto por el paisaje haciéndolo convivir totalmente con sus obras, como se pudo ver en el Pabellón de España en la Exposición General de Bruselas (1958) También importante es el lenguaje cromático usado en sus proyectos, plateados, rojos, malvas e incluso amarillos que ornamentan no sólo sus carpinterías, cerrajerías o suelos sino también las fachadas. Se consigue así, que sus obras hayan terminado por convertirse en hitos de los entramados urbanísticos de las ciudades, como es el caso del Edificio Bankunion (1970-1975). Tristemente muchos de sus proyectos se encuentran en pésimo estado de conservación siendo verdaderos paradigmas de la derrota de la arquitectura y de edificios que no sobreviven a sus arquitectos, como es el caso del Pabellón de España ahora en la Casa de Campo de Madrid o la Unidad vecinal de Elviña en La Coruña, algo que Corrales intentó solventar instando a las autoridades pertinentes a la búsqueda de soluciones, pero sin éxito alguno.

## Proyectos representativos
El Colegio de Salesianos de Herrera de Pisuerga fue la primera obra de estos arquitectos como equipo. Se proyectó en 1954 e inauguró en 1959 como un edificio con ocho aulas, una sala de dibujo, residencia de religiosos, servicios de oficina y administración, comedores, gimnasio, salón de actos, residencia de internos, capilla y campo de deportes. El proyecto contó con una gran escasez de materiales ya que eran tiempos de posguerra y se realizó con mano de obra no especializada al contar con el grupo de albañiles del ayuntamiento. Quizás lo más destacable de este edificio sea que al no contar con calefacción, por la época de su construcción, se decidió orientar hacia el mediodía aprovechando así la entrada de luz una mayor cantidad de horas.
El Pabellón de España para la Exposición de Bruselas de 1958 fue uno de sus proyectos más destacados. Supone una revolución para la arquitectura, un proyecto que debía situarse en un terreno irregular respetando la arboleda existente del Parque Heysel. Un edificio flexible y que además debía ser desmontable compuesto a base de una especie de paraguas con forma hexagonal que desaguaban el agua por sí mismos.
La Casa Huarte en Puerta de Hierro (Madrid), realizada en 1966, también destaca entre sus obras. Una casa que consigue la separación con la calle a través de la elevación artificial del terreno y que se caracteriza por la cantidad de patios que tiene, siendo uno el principal, otro familiar con piscina y un último que da acceso a los dormitorios.
Otros proyectos destacados son la Residencia infantil de Miraflores junto a Alejandro de la Sota Martínez en 1958, la Casa de Cela en 1961, el edificio Bankunión en 1970 o el del Banco Pastor en 1972.